# エロル・ガーナー

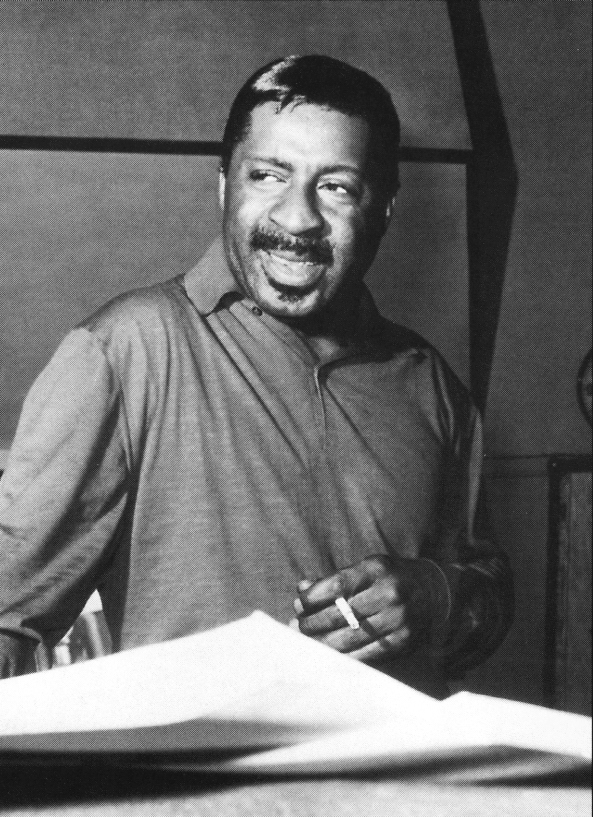
フィンランドのヘルシンキを訪問したエロル・ガーナー（1964年11月）

エロル・ルイ・ガーナー（Erroll Louis Garner、1921年6月15日 - 1977年1月2日）はアメリカ合衆国ペンシルベニア州ピッツバーグ出身のジャズピアニストで作曲家。エロール・ガーナーとも。兄のリントン・ガーナー（Linton Garner、1915年 - 2003年）もまたジャズピアニストであった。彼の独創的で、美しい旋律を生み出す演奏技法は多くの観衆や同僚のジャズミュージシャンから称賛を浴びた。生涯楽譜が全く読めず、また左利きであった。

## 略歴
エロル・ガーナーは1921年にペンシルベニア州のピッツバーグで生まれ、音楽好きの両親の影響で3歳よりピアノを弾き始める。彼はこの頃より、ジャズやクラシックのレコードを手当たり次第に聴くなどして、ピアノの演奏法を独学で習得していく。この独学、そして上記のように楽譜が読めなかったことや左利きだったことが彼の独特な音楽的感性と技術を育てていくこととなる。
1944年にニューヨークに渡り、1947年には当時全盛を誇ったサクソフォーン奏者チャーリー・パーカーとの共演を果たしている。
1954年には「ミスティ」（Misty）を発表。評判になる。後に作詞家のジョニー・バーク (Johnny Burke) により歌詞がつけられ、1959年にジョニー・マティスによって歌われ大ヒット。その後も何人もの歌手によってカバーされるなど、ジャズのバラードにおけるスタンダードナンバーとなるほどの大成功をおさめた。
翌1955年にはカリフォルニア州カーメルでのライブを音源としたアルバム、「コンサート・バイ・ザ・シー（Concert by the Sea）」や「コントラスツ（Contrasts）」を発表。大ヒットを記録。彼の才能が証明されるとともに、後世のジャズピアニストにも影響を与える作品となった。
彼は世界的に名声を得て各国の都市で演奏を披露するとともに、多大な作品を創作し続けた。
1977年1月2日55歳で死去。

## 特徴
何度も触れたように、ガーナーは「ピアノの演奏を独学で習得」し、音楽的に恵まれた環境で育ったにもかかわらず「楽譜が読めず」、「左利き」であった。しかしこのことが独創性のある表現につながっていく。独学であったこと、そして楽譜が読めなかったことでどのピアニストとも似ていない彼固有のサウンドが生み出され、演奏は自由で表現力豊かなものになった。また、左利きであったことで演奏においては左手が強烈なビート（リズム）を刻むことができたが、右手のメロディが若干遅れて出ていた。しかし、そのことが彼独自の雰囲気やスウィング感を醸し出すことに繋がった。次第にその演出は　「ビハインド・ザ・ビート」と呼ばれることとなり、彼のトリッキーなサウンドの代名詞ともいえるようになった。
彼は大人数での演奏を頑なに嫌っており、ソロか少人数での演奏（コンボ、主にトリオ）に徹していた。　
演奏中はそれ自体を楽しむようにユーモラスな表情を見せ、時折ピアノを弾きながらも観客に笑顔を振りまいて喜ばせていた。
演奏中にぶつぶつと何か言っているが、これは楽譜の読めない彼が音階の記憶の一部を口に出してそれを自身で聞いて確認したり思い出していたためである。

## 評価
これだけの高い評価を得ているガーナーだが、自称コアなジャズファンやビバップ色の強いジャズミュージシャンからの評価は概ね高くない。これは彼の演奏や作品が独特ではあるものの、比較的ポピュラー向きなものであったからだといわれる。
また、上記の「ビハインド・ザ・ビート」を好むか、そうでないかによって当然評価も変わってくる。
ちなみに日本の音楽評論家などもあまり評価をしない傾向があり、彼の実績からすれば日本での知名度は過去から現在にわたって概ね低いといえよう。
しかしながら、いずれにしても彼の生み出す音色は世界的な評価を得ている。

## エピソード
エロル・ガーナーが楽譜を読めないのは父親の影響だと言われている。父親のアーネストの育った音楽的環境もエロル同様に恵まれたものであったが、兄弟のなかで唯一独学で自己流のピアノの演奏法を身につけたのがそのアーネストであった。エロルの天才的音感に気づいた母親は、正式なピアノ教師を招いたが、父親のことを知ってか知らずか彼は楽譜には目もくれず、基礎的な知識についても耳を貸さず、好き勝手にコードを打ち、メロディの創作にしか興味を持たない彼に教師は閉口して逃げ出したそうである。
ガーナーは楽譜が読めないかわりに驚異の音感記憶の持ち主であり、主な例としてはソ連のピアニストであるエミール・ギレリスのコンサートに赴いた彼は、ギレリスの演奏している曲を自分も演奏してみたくなり、終わった後で自分の部屋に戻り記憶だけを頼りにその曲の大部分をこなしてしまった。他にも、「ミスティ」の旋律が頭に浮かんだとき彼は飛行機の中にいたのだが、記譜ができない彼は仕方なくシカゴのホテルまでメロディを記憶し、着いたとたんにすぐ演奏して急きょ借りたテープに録音することで難を逃れたなどということがあった。
彼は小柄で5フィート2インチ（約158cm）しかなく、よく電話帳の束の上に座ってピアノを弾いていた。
日本人ジャズピアニストの上原ひろみは小学生のころからオスカー・ピーターソンとともにガーナーに熱中していた。

## 代表作
- Serenade To Laura (1945)
- Giants of the Piano (back to back with Art Tatum) (1947 Hollywood recordings with Red Callender and Hal West) Vogue LP LAE 12209
- Early in Paris (1948) Blue Music Group
- Penthouse Serenade (1949)
- Erroll Garner (August 1949) Los Angeles recordings with John Simmons, Alvin Stoller (2 Vols Joker LP BM 3718-3719)
- Erroll Garner (no date, circa 1951) with Wyatt Ruther and Fats Heard  Philips B 07015 L
- Erroll Garner plays for dancing (no date, circa 1951) Philips B 07622 R
- Solo flight (no date, circa 1951) Philips B 07602 R
- Erroll Garner at the Piano (1951-3 material) with Wyatt Ruther and Fats Heard, CBS reissue LP 62311
- Mambo Moves Garner  (1954) Mercury MG20055
- Plays Misty (1954) Mercury SR60662
- Gems (1954) Columbia CL583
- Music for Tired Lovers, with Woody Herman singing (!) (1954) Columbia CL651
- Concert by the Sea  (1955) Columbia CL535
- Contrasts (1955)
- Solitaire (1955)
- Afternoon of an Elf (1955) Mercury MG20090
- The One and Only Erroll Garner (1956)
- The Most Happy Piano (1956) Columbia CL939
- He's Here! He's Gone! He's Garner! (1956)
- Other Voices, with orchestra (1957) Columbia CL1014
- Soliloquy (1957) Columbia CL1060
- Paris Impressions (1958) Columbia #1216, double album
- Informal Piano Improvisations (1962) Baronet B-109
- Erroll Garner Amsterdam Concert (Concert 7 November 1964) Philips LP BL7717/632 204 BL
- Erroll Garner Plays (1965) Ember LP FA 2011
- Campus Concert (1966) MGM SE-4361
- That's my Kick (1967) MGM SE-4463
- Up in Erroll's room - featuring the Brass Bed (1968) Vanguard NSLP 28123
- Feeling is Believing (1970) Mercury SR61308
- Gemini (1972) London Records XPS617
- Magician (1974) London Records APS640
- Play it Again Erroll ( Reissued 1974) Columbia CL33424 double album
- The Elf-The Savoy Sessions (1976) Savoy SJL 2207 double album
- Long Ago and Far Away (1987)
- Body and Soul (1991) Columbia CK47035